# Misodendraceae
Misodendraceae is een botanische naam, voor een familie van tweezaadlobbige planten. Een familie onder deze naam wordt met enige regelmaat erkend door systemen voor plantentaxonomie, en ook door het APG-systeem (1998) en het APG II-systeem (2003).
Het gaat om een kleine familie, die voorkomt in zuidelijk Zuid-Amerika, als half-parasieten op Nothofagus-soorten.
In het verre verleden werd ook de spelling Myzodendraceae (zie het Wettstein-systeem) wel gebruikt, maar dat is niet meer toegestaan.
In het Cronquist-systeem (1981) is de plaatsing eveneens in de orde Santalales.